# Huron, Kansas
Huron là một thành phố thuộc quận Atchison, tiểu bang Kansas, Hoa Kỳ. Năm 2010, dân số của xã này là 54 người.

## Dân số
Dân số các năm:
- Năm 2000: 87 người
- Năm 2010: 54 người